# Lac de Lustou
Le lac de Lustou est un lac pyrénéen français situé administrativement dans la commune d’Azet dans le département des Hautes-Pyrénées en région  Occitanie.
C’est un lac naturel qui a une superficie de 0,7 ha pour une altitude de 2 370 m.

## Géographie
Le lac est situé en vallée d'Aure à l’est de la vallée du Rioumajou, dans le sud-est du département français des Hautes-Pyrénées.
 
Il est entouré de nombreux pics comme le pic de Thou (2 743 m), le pic de Bocou (2 714 m), le pic de Lustou (3 023 m) entre les crêtes de Lustou et de Parraouis.

### Topographie
| Pic de Thou (2 743 m)  |                                                 |                    |
| Pic de Bocou (2 714 m) | lac de Lustou                                   | Crête de Parraouis |
|                        | Col de Lustou (2 649 m) Pic de Lustou (3 023 m) |                    |

### Hydrologie
Le lac a pour émissaire le ruisseau de Lustou qui rejoint le ruisseau du Pla d’Arsoué affluent droit de la Neste d'Aure.

## Protection environnementale
Le lac fait partie d'une zone naturelle protégée, classée ZNIEFF de type 1 : Haute vallée d'Aure en rive droite, de Barroude au col d'Azet

## Voies d'accès
Pour atteindre le lac versant est, au départ sud de la station du Val-Louron, il faut passer par un chemin en direction du lac de Sarrouyes et prendre vers Lustou.
Par le versant ouest par la vallée du Rioumajou, au départ de Frédancon par le sentier de la cabane de Lustou qui mene au col de Lustou.
Par le versant nord et le village d'Azet, au départ du Pla d'Arsoué. Le sentier est peu fréquenté, très long et possède un fort dénivelé. Le tracet reste cependant assez bien marqué la plupart du temps, et demeure parallèle au ruisseau sur un axe sud-nord.